# Jean Denis
Jean Marie Louis Ghislain Denis (Chastre-Villeroux-Blanmont, 10 november 1902 - Dion-le-Val, 16 maart 1992) was een Belgisch volksvertegenwoordiger.

## Levensloop
Denis was doctor in de wijsbegeerte en letteren. Hij werd secretaris van bisschop Louis Picard. In het milieu van de katholieke uitgeverij Rex leerde hij Léon Degrelle kennen. In 1933 reisde Denis met Degrelle naar Berlijn, waar ze een 1-meiviering bijwoonden. Als journalist en door zijn publicaties was hij een van de voornaamste ideologen van de Rex-beweging. Hij surfte mee op de succesgolf van Rex en werd in 1936 volksvertegenwoordiger voor het arrondissement Namen. Zijn mandaat duurde slechts tot in 1939.
Tijdens de Tweede Wereldoorlog collaboreerde hij met de nazi's door zijn medewerking aan het rexistisch dagblad Le Pays Réel. Na de oorlog werd hij hiervoor veroordeeld maar hij kwam in 1951 weer vrij. Hij vestigde zich dan in Dion-le-Val, een deelgemeente van het Waalse Chaumont-Gistoux, waar hij in de anonimiteit verdween.

## Publicaties
- Souvenirs d'avant le passé, 1926.
- Assise, Brussel, 1935.
- La reine Astrid, Brussel, 1935.
- Bases doctrinales de Rex, Brussel, 1936.
- Principes rexistes, Brussel, 1936.
- La Ligne générale, Brussel, 1937
- L'heure de vérité, roman, Brussel, 1943
- Espagne immortelle, Brussel, 1943.